# Bahnstrecke Bredstedt–Löwenstedt
| Streckennummer (DB): | 1209                     |                        |                        |
| Kursbuchstrecke: | 101m (1934) 112 h (1942) |                        |                        |
| Streckenlänge: | 14 km                    |                        |                        |
| Spurweite: | 1435 mm (Normalspur)     |                        |                        |
| |                          |                        |                        |
| \| \| \| Marschbahn von Niebüll \| \| \| \| 0,0 \| Bredstedt \| Bredstedt \| \| \| \| Marschbahn nach Husum \| \| \| \| 4,81 \| Drelsdorf \| Drelsdorf \| \| \| 8,82 \| Kolkerheide \| Kolkerheide \| \| \| 10,7 \| Kolkerheide Dorf \| Kolkerheide Dorf \| \| \| \| von Flensburg \| \| \| \| 13,90 \| Löwenstedt \| Löwenstedt \| \| \| \| nach Husum \| \| |                          |                        |                        |
| Strecke |                          | Marschbahn von Niebüll | Marschbahn von Niebüll |
| Bahnhof | 0,0                      | Bredstedt              | Bredstedt              |
| Abzweig ehemals geradeaus und nach rechts |                          | Marschbahn nach Husum  | Marschbahn nach Husum  |
| Haltepunkt / Haltestelle (Strecke außer Betrieb) | 4,81                     | Drelsdorf              | Drelsdorf              |
| Haltepunkt / Haltestelle (Strecke außer Betrieb) | 8,82                     | Kolkerheide            | Kolkerheide            |
| Haltepunkt / Haltestelle (Strecke außer Betrieb) | 10,7                     | Kolkerheide Dorf       | Kolkerheide Dorf       |
| Abzweig geradeaus und von links (Strecke außer Betrieb) |                          | von Flensburg          | von Flensburg          |
| Bahnhof (Strecke außer Betrieb) | 13,90                    | Löwenstedt             | Löwenstedt             |
| Strecke (außer Betrieb) |                          | nach Husum             | nach Husum             |

Die Eisenbahnstrecke Bredstedt – Löwenstedt war eine 13,9 Kilometer lange Strecke in der preußischen Provinz Schleswig-Holstein. Sie existierte nur 14 Jahre lang und verband die Kleinstadt Bredstedt an der Marschbahn mit dem Ort Löwenstedt an der Strecke Flensburg – Husum.

## Geschichte
Die Strecke Bredstedt–Löwenstedt wurde 1928 in Betrieb genommen und am 1. November 1942 bereits wieder stillgelegt. Noch 1942 – während des Zweiten Weltkriegs – wurden die Gleise abgebaut und kriegsbedingt bei Poltawa (Ukraine) weiter verwendet; zur Wasserversorgung der Dampflokomotiven an dieser Strecke erhielt der Bahnhof in Bredstedt den Wasserturm Bredstedt.
Die Strecke diente vor allem der Abfuhr landwirtschaftlicher Güter; es gab aber auch vereinzelt Personenverkehr. Täglich verkehrten drei Personenzugpaare. Die Personenzüge brauchten für die Strecke planmäßig rund 25 Minuten.
In Bredstedt, dem Breklumer Ortsteil Riddorf und Drelsdorf erinnern heute die Namen verschiedener Verkehrswege an den ehemaligen Verlauf dieser Bahnstrecke. Im Bereich von Drelsdorf-Norderfeld ist ein kurzes Stück des ehemaligen Bahndamms ein das Landschaftsbild prägender Baukörper. Auch das ehemalige Empfangsgebäude des Drelsdorfer Bahnhofs ist baulich noch erhalten, dient mittlerweile aber Wohnzwecken.